# Johannes Sjöstrand
Pour les articles homonymes, voir Sjöstrand.
Johannes Sjöstrand est un mathématicien suédois né en 1947, il s'intéresse aux équations aux dérivées partielles et à l'analyse fonctionnelle.

## Carrière
Johannes Sjöstrand obtient un doctorat en 1972 à l'université de Lund sous la supervision de Lars Hörmander. Il a enseigné à l'Université Paris-Sud et a été directeur de recherche au CNRS en poste à l'École polytechnique. Il est actuellement (en 2019) directeur de recherche émérite du CNRS à l’Institut mathématique de Bourgogne de l'Université de Bourgogne à Dijon. Il a reçu en 2018 le prix Bergman décernée par l'American Mathematical Society.
Johannes Sjöstrand s'intéresse à l'analyse microlocale et a notamment étudié l'équation de Schrödinger d'un électron dans un champ magnétique (((de)) mit einem Spektrum eines chaotischen Schmetterlingsbild nach Douglas Hofstadter⇔avec un spectre en forme de « papillon de Hofstadter »).

## Prix et distinctions
- 2007 : Prix Léonid Frank de l'Académie des Sciences.
- 2018 : prix Bergman décernée par l'American Mathematical Society.
- Membre élu de l'Académie royale des sciences suédoise[4].

## Publications
- (en) Alain Grigis et Johannes Sjöstrand, Microlocal Analysis for Differential Operators : An Introduction, CUP, 1994, 151 p. (ISBN 978-0-521-44986-1, lire en ligne).
- Microlocal Analysis, in: Jean-Paul Pier (Hrsg.): Development of mathematics 1950–2000. Birkhäuser, 2000
- avec Mouez Dimassi: Spectral asymptotics in the semi-classical limit, Cambridge University Press 1999  (ISBN 0521665442).
- Complete asymptotics for correlations of Laplace integrals in the semi-classical limit, Paris, SMF 2000
- avec Bernard Helffer, P. Kerdelhué Le papillon de Hofstadter revisité, Mémoire SMF, Nr. 43, 1990
- avec Helffer Analyse semi-classique pour l'équation de Harper : (avec application à l'équation de Schrödinger avec champ magnétique), Mémoire SMF, Nr. 34, 1988, Nr. 39, 1989, Nr. 40, 1990 (Teil 1–3)
- avec Helffer Résonances en limite semi-classique, Mémoire SMF, Nr.24-25, 1986
- avec B. Lascar Singularités analytiques microlocales, Astérisque 95, 1982
- avec Richard Melrose Singularities of boundary value problems, 1,2, Comm. Pure Appl. Math., Band 31, 1978, S. 593–619
- avec Melrose A calculus for Fourier Integral Operators in domains with boundary and applications to the oblique dérivative problem, Comm. in PDE, 2, 1977, S. 857–935, siehe Helffer Propagation des singularités pour des problèmes aux limites, Séminaire Bourbaki, Nr. 525, 1978/79
- avec Helffer Multiple wells in the semi-classical limit, Teil 1, Communications in PDE, 9, 1984, 337–408 (insgesamt 6 Teile, siehe Robert Didier Analyse semi-classique de l'effet tunnel, Séminaire Bourbaki 665, 1985/86)
- Asymptotique des résonances pour des obstacles, Séminaire Bourbaki, Nr. 724, 1989/90